# 167-я стрелковая дивизия (2-го формирования)

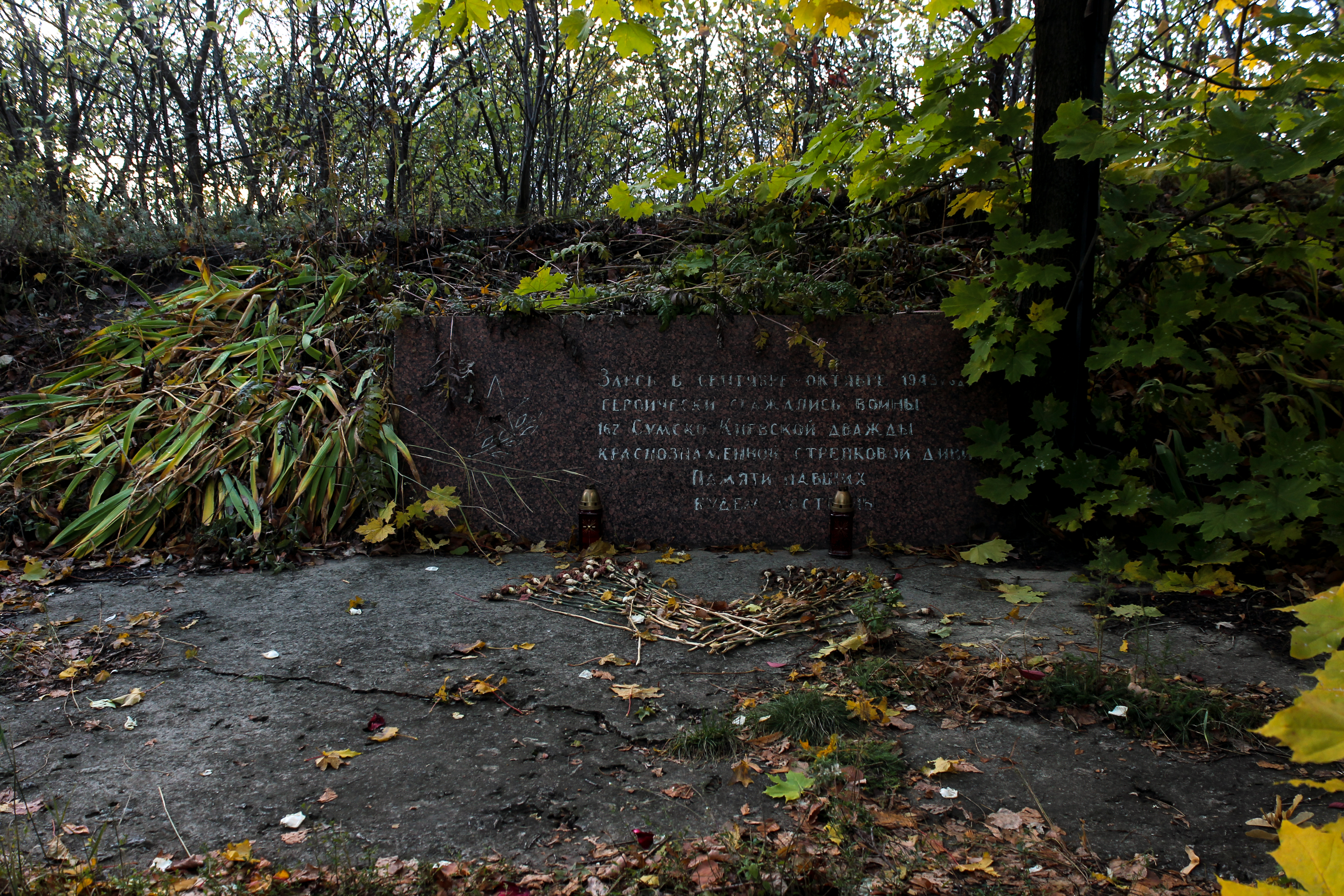
Памятный знак на месте боя 167 сд, Вышгород.

167-я стрелковая дивизия — стрелковое соединение РККА Вооружённых Сил СССР, принимавшее участие в Великой Отечественной войне.
Формирование стрелков в действующей армии во время Великой Отечественной войны с 2 июля 1942 года по 11 мая 1945 года. По окончании войны полное действительное наименование — 167-я стрелковая Сумско-Киевская дважды Краснознамённая дивизия.

## История
Стрелковая дивизия формировалась в районе города Сухой Лог Свердловской области, c декабря 1941 года как 438-я стрелковая дивизия, 7 января 1942 года переименована в 167-ю стрелковую дивизию. Костяк дивизии составил партийно-комсомольский актив Магнитогорска. Оттуда в апреле 1942 года эшелонами отправлена на запад, проходила доукомплектование и доформирование в Моршанске.
Из Моршанска дивизия совершила марш в Задонск, и оттуда на юг по правому берегу Дона, войдя в оперативную группу генерала Чибисова. 19 июля 1942 года маршем прибыла в Суриково, 20 июля 1942 года находится в ожидании атаки противника, 21 июля 1942 года в 15:00 сама перешла в наступление, заняла Малую Верейку и господствующую высоту, понесла большие потери. С 21 августа 1942 года сменила части 1-го танкового корпуса у села Большая Верейка севернее Воронежа, где ведёт оборону до начала Воронежско-Касторненской операции.
С 26 января 1943 года прорывает оборону в районе села Тербуны (до 1954 года это была территория Курской области), наступает в общем направлении на Касторное, затем Мантурово и далее на Сумы, вышла к Старому Осколу, откуда с 1 февраля 1943 года наступает в ходе Харьковской операции, в ходе которой через район южнее Обояни вышла к Судже.
С марта по август 1943 дивизия находилась в обороне под городом Сумы, в районе сёл Кияницы, Пушкаревки, находясь на юго-западной части Курской дуги.
С 20 августа 1943 года формирование переходит в наступление, прорывает оборону в районе села Великая Чернетчина (Сумский район Сумской области), форсирует Псёл, 2 сентября 1943 года частью сил участвует в освобождении города Сумы, 16 сентября 1943 года освобождает Ромны, 24 сентября 1943 года форсирует Десну в районе села Пуховка (Броварский район Киевская область).
28 сентября 1943 года дивизия форсировала Днепр в районе Вышгорода, освободила город и сформировала плацдарм, который, однако, удержать не удалось. Затем дивизия была переброшена севернее и под непрерывным обстрелом и бомбёжками 8 —09 октября 1943 года переправилась на Лютежский плацдарм. В октябре 1943 года ведёт тяжёлые бои за удержание плацдарма. Оттуда же 3 ноября 1943 года перешла в наступление на Киев в направлении Святошино, прорывает оборону в районе посёлка Пуща-Водица, перерезала дорогу Киев — Васильков — Фастов, уже 6 ноября 1943 года ворвалась на западные и северные окраины города, ведёт бои в самом Киеве.
Соединение продолжило наступление в юго-западном направлении, в ноябре 1943 года отражает тяжелейшие контрудары врага в районе Фастова.
В декабре 1943 года формирование перешло в наступление в ходе Житомирско-Бердичевской наступательной операции.
В ходе Корсунь-Шевченковской операции ведёт бои со вражеской группировкой, пробивающейся к окружённым в Корсунь-Шевченковском войскам, оказалась на одном из главных направлений удара, при этом с 13.01.1944 года 465-й стрелковый полк в течение 15 дней вёл ожесточённые бои в окружении в районе села Тихоновка, остатки полка смогли выйти в результате удара основных сил дивизии.
С 02.04.1944 перебрасывается из района окружения группировки немецких войск северо-западнее Каменец-Подольского через Яблунов на подступы к городам Дружба и Бучач, где ведёт бои до июля 1944 года, так с 23.06.1944 по 28.07.1944 ведёт бои в районе городов Рогатин, Ходоров, 19.07.1944 ведёт бои в районе населённого пункта Глинна.
Затем перешла в наступление в ходе Львовско-Сандомирской операции в направлении села Озеряны и города Зборов, форсирует Днестр, на 03.08.1944 ведёт бои на плацдарме на правом берегу Днестра в районе населённого пункта Крупско. 06.08.1944 участвует в освобождении города Дрогобыч
В сентябре 1944 ведёт тяжёлые бои в Карпатах, в ходе Восточно-Карпатской операции, форсировала Сан, 08.09.1944 ведёт бои в районе населённого пункта Стружи Велька, 09.09.1944 южнее города Санок, 14.09.1944 — за населённый пункт Плонна, медленно продвигаясь через Карпаты на юго-запад. В ноябре 1944 продолжает наступление в восточной части Чехословакии. На 23.11.1944 ведёт бои в районе Собранце (юго-западнее города Гуменне, Чехословакия), на 26.11.1944 под городом Михаловце, в этот же день принимает участие в освобождении города.
C 14.01.1945 наступает в ходе Западно-Карпатской операции, 29.01.1945 в ходе операции освобождает город Новы-Тарг, западнее горы Кичера в районе Паскова Поляна в феврале 1945 дивизия попала в окружение, с потерями в течение более чем недели пробивалась к своим войскам.
С 07.04.1945 участвует в Моравско-Остравской операции, дважды форсирует реку Одер в разных местах: первый раз 20.04.1945, в ходе передислокации севернее Моравской Остравы а второй, после передислокации и возобновления с 25.04.1945 наступления на Моравску Остраву с северо-запада — 30.04.1945, после чего ввязалась в бои за город Моравска Острава. После взятия города через Оломоуц дивизия проследовала в Прагу.
Свыше 14 тысяч воинов дивизии награждены орденами и медалями, 108 удостоены звания Героя Советского Союза (в том числе 98 за форсирование Днепра и штурм Киева).
По окончании войны дивизия дислоцировалась в городе Борщёв Тернопольской области.

## Состав
- управление
- 465-й стрелковый полк
- 520-й стрелковый полк
- 615-й стрелковый полк
- 576-й артиллерийский полк
- 177-й отдельный истребительно-противотанковый дивизион
- 200-я отдельная разведывательная рота
- 180-й отдельный сапёрный батальон
- 286-й отдельный батальон связи (662-я отдельная рота связи)
- 182-й медико-санитарный батальон
- 535-я отдельная рота химический защиты
- 258-я автотранспортная рота
- 451-я полевая хлебопекарня
- 916-й дивизионный ветеринарный лазарет
- 1672-я полевая почтовая станция
- 1093-я полевая касса Госбанка[3]

## Подчинение
| Дата            | Фронт (округ)            | Армия                                               | Корпус                  | Примечания |
| --------------- | ------------------------ | --------------------------------------------------- | ----------------------- | ---------- |
| 01.01.1942 года | Уральский военный округ  | -                                                   | -                       | -          |
| 01.02.1942 года | Уральский военный округ  | -                                                   | -                       | -          |
| 01.03.1942 года | Уральский военный округ  | -                                                   | -                       | -          |
| 01.04.1942 года | Уральский военный округ  | -                                                   | -                       | -          |
| 01.05.1942 года | Московский военный округ | -                                                   | -                       | -          |
| 01.06.1942 года | Резерв Ставки ВГК        | 3-я резервная армия                                 | -                       | -          |
| 01.07.1942 года | Резерв Ставки ВГК        | 3-я резервная армия                                 | -                       | -          |
| 01.08.1942 года | Брянский фронт           | Оперативная группа генерал-лейтенанта Чибисова Н.Е. | -                       | -          |
| 01.09.1942 года | Брянский фронт           | 38-я армия                                          | -                       | -          |
| 01.10.1942 года | Воронежский фронт        | 38-я армия                                          | -                       | -          |
| 01.11.1942 года | Воронежский фронт        | 38-я армия                                          | -                       | -          |
| 01.12.1942 года | Воронежский фронт        | 38-я армия                                          | -                       | -          |
| 01.01.1943 года | Воронежский фронт        | 38-я армия                                          | -                       | -          |
| 01.02.1943 года | Воронежский фронт        | 38-я армия                                          | -                       | -          |
| 01.03.1943 года | Воронежский фронт        | 38-я армия                                          | -                       | -          |
| 01.04.1943 года | Воронежский фронт        | -                                                   | -                       | -          |
| 01.05.1943 года | Воронежский фронт        | 38-я армия                                          | -                       | -          |
| 01.06.1943 года | Воронежский фронт        | 38-я армия                                          | -                       | -          |
| 01.07.1943 года | Воронежский фронт        | 38-я армия                                          | -                       | -          |
| 01.08.1943 года | Воронежский фронт        | 38-я армия                                          | 50-й стрелковый корпус  | -          |
| 01.09.1943 года | Воронежский фронт        | 38-я армия                                          | 51-й стрелковый корпус  | -          |
| 01.10.1943 года | Воронежский фронт        | 38-я армия                                          | 51-й стрелковый корпус  | -          |
| 01.11.1943 года | 1-й Украинский фронт     | 38-я армия                                          | 50-й стрелковый корпус  | -          |
| 01.12.1943 года | 1-й Украинский фронт     | 40-я армия                                          | 51-й стрелковый корпус  | -          |
| 01.01.1944 года | 1-й Украинский фронт     | 40-я армия                                          | 51-й стрелковый корпус  | -          |
| 01.02.1944 года | 1-й Украинский фронт     | 27-я армия                                          | 47-й стрелковый корпус  | -          |
| 01.03.1944 года | 1-й Украинский фронт     | -                                                   | 47-й стрелковый корпус  | -          |
| 01.04.1944 года | 1-й Украинский фронт     | 1-я гвардейская армия                               | 47-й стрелковый корпус  | -          |
| 01.05.1944 года | 1-й Украинский фронт     | 1-я гвардейская армия                               | 107-й стрелковый корпус | -          |
| 01.06.1944 года | 1-й Украинский фронт     | 1-я гвардейская армия                               | 107-й стрелковый корпус | -          |
| 01.07.1944 года | 1-й Украинский фронт     | 1-я гвардейская армия                               | 107-й стрелковый корпус | -          |
| 01.08.1944 года | 1-й Украинский фронт     | 1-я гвардейская армия                               | 107-й стрелковый корпус | -          |
| 01.09.1944 года | 4-й Украинский фронт     | 1-я гвардейская армия                               | 107-й стрелковый корпус | -          |
| 01.10.1944 года | 4-й Украинский фронт     | 1-я гвардейская армия                               | 107-й стрелковый корпус | -          |
| 01.11.1944 года | 4-й Украинский фронт     | 1-я гвардейская армия                               | 107-й стрелковый корпус | -          |
| 01.12.1944 года | 4-й Украинский фронт     | 1-я гвардейская армия                               | 107-й стрелковый корпус | -          |
| 01.01.1945 года | 4-й Украинский фронт     | 1-я гвардейская армия                               | 107-й стрелковый корпус | -          |
| 01.02.1945 года | 4-й Украинский фронт     | 1-я гвардейская армия                               | 107-й стрелковый корпус | -          |
| 01.03.1945 года | 4-й Украинский фронт     | 1-я гвардейская армия                               | 107-й стрелковый корпус | -          |
| 01.04.1945 года | 4-й Украинский фронт     | 1-я гвардейская армия                               | 107-й стрелковый корпус | -          |
| 01.05.1945 года | 4-й Украинский фронт     | 1-я гвардейская армия                               | 107-й стрелковый корпус | -          |

## Награды и наименования
| Награда (наименование)           | Дата                  | За что награждена |
| -------------------------------- | --------------------- | --- |
| Почётное наименование «Сумская»  | 2 сентября 1943 года  | Присвоено Приказом Верховного Главнокомандующего от 2 сентября 1943 года за отличие в боях с немецкими захватчиками при освобождении города Сумы |
| Орден Красного Знамени           | 21 сентября 1943 года | Награждена Указом Президиума Верховного Совета СССР от 21 сентября 1943 года за образцовое выполнение боевых заданий командования на фронте борьбы с немецкими захватчиками, (освобождение города Ромны)? и проявленные при этом доблесть и мужество. |
| Почётное наименование «Киевская» | 7 ноября 1943 года    | Присвоено Приказом Верховного Главнокомандующего от 7 ноября 1943 года за отличие в боях с немецкими захватчиками при освобождении столицы Украины города Киева                                                                                       |
| Орден Красного Знамени           | 28 мая 1945 года      | Награждена Указом Президиума Верховного Совета СССР от 28 мая 1945 года за образцовое выполнение заданий командования в боях с немецкими захватчиками при овладении городами Моравская Острава, Жилина и проявленные при этом доблесть и мужество.    |

Награды частей дивизии:
- 465-й стрелковый Краснознаменный[8] полк
- 520-й стрелковый Дрогобычский[9] Краснознамённый[10] ордена Богдана Хмельницкого (II степени)[11] полк
- 615-й стрелковый Краснознамённый[10] ордена Богдана Хмельницкого[12] полк
- 576-й артиллерийский Краснознамённый[13] ордена Богдана Хмельницкого[12] полк
- 177-й отдельный истребительно-противотанковый ордена Богдана Хмельницкого[10] дивизион
- 180-й отдельный сапёрный ордена Красной Звезды[12] батальон

## Командиры дивизии
- Мельников, Иван Иванович (23.01.1942 — 24.07.1944), полковник, с 04.02.1943 генерал-майор
- Дряхлов, Иван Дмитриевич (25.07.1944 — 05.02.1945), полковник
- Гречкосий, Иван Семёнович (06.02.1945 — 11.05.1945), полковник.

## Отличившиеся воины дивизии
| Награда | Ф. И. О.                          | Должность                                                                                | Звание                       | Дата награждения                 | Примечания                                                                                 |
| ------- | --------------------------------- | ---------------------------------------------------------------------------------------- | ---------------------------- | -------------------------------- | ------------------------------------------------------------------------------------------ |
|         | Акулов, Пётр Григорьевич          | Командир 520-го стрелкового полка                                                        | полковник                    | 10.01.1944                       |                                                                                            |
|         | Асмолов, Иван Никифорович         | парторг батальона 465-го стрелкового полка                                               | старший лейтенант            | 10.01.1944                       | посмертно                                                                                  |
|         | Бабий, Павел Тимофеевич,          | Командир орудийного расчёта 465-го стрелкового полка                                     | сержант                      | 24.03.1945                       |                                                                                            |
|         | Бабченко, Павел Степанович,       | Помощник командира взвода пешей разведки 520-го стрелкового полка                        | старший сержант              | 15.05.1946                       |                                                                                            |
|         | Бахтин, Александр Егорович        | командир роты 615-го стрелкового полка                                                   | старший лейтенант            | 10.01.1944                       |                                                                                            |
|         | Белоконь, Ефим Леонтьевич,        | Командир отделения стрелкового батальона 465-го стрелкового полка                        | младший сержант              | 24.03.1945                       |                                                                                            |
|         | Болховитин, Иван Григорьевич      | командир орудия 576-го артиллерийского полка                                             | старший сержант              | 13.11.1943                       |                                                                                            |
|         | Бондарев, Александр Митрофанович  | Командир взвода автоматчиков 520-го стрелкового полка                                    | младший лейтенант            | 10.01.1944                       |                                                                                            |
|         | Бруй, Фёдор Филиппович            | Командир батальона 520-го стрелкового полка                                              | майор                        | 29.10.1943                       | -                                                                                          |
|         | Васильев, Михаил Петрович         | Командир отделения разведки батареи 76-мм пушек 520-го стрелкового полка Наводчик орудия | сержант                      | 30.08.1944 14.10.1944 23.05.1945 |                                                                                            |
|         | Васильев, Пётр Михайлович         | Старший телефонист миномётной батареи 465-го стрелкового полка                           | красноармеец                 | 04.11.1944 22.01.1945 29.06.1945 |                                                                                            |
|         | Ветряной, Владимир Степанович,    | стрелок роты автоматчиков 465-го стрелкового полка                                       | рядовой                      | 24.03.1945                       | скончался от ран 29 декабря 1944 года.                                                     |
|         | Виноградов, Яков Савельевич       | командир пулемётного взвода 520-го стрелкового полка                                     | младший лейтенант            | 13.11.1943                       |                                                                                            |
|         | Власенко, Пётр Андреевич          | стрелок 465-го стрелкового полка                                                         | красноармеец                 | 13.11.1943                       | -                                                                                          |
|         | Власенков, Пётр Матвеевич         | помощник начальника штаба 520-го стрелкового полка                                       | лейтенант                    | 10.01.1944                       | -                                                                                          |
|         | Воеводин, Дмитрий Тимофеевич      | сапёр 180-го отдельного сапёрного батальона                                              | красноармеец                 | 10.01.1944                       |                                                                                            |
|         | Возный, Иван Корнеевич,           | Командир отделения сапёрного взвода 465-го стрелкового полка                             | старший сержант              | 15.05.1946                       |                                                                                            |
|         | Вьюшков, Алексей Михайлович       | Командир пулемётной роты 615 стрелкового полка                                           | старший лейтенант            | 29.06.1945                       | -                                                                                          |
|         | Габрусев, Алексей Константинович  | Помощник командира взвода разведки 465-го стрелкового полка                              | старший сержант              | 10.01.1944                       |                                                                                            |
|         | Галкин, Михаил Васильевич         | заместитель командира 576-го артиллерийского полка                                       | майор                        | 13.09.1944                       | посмертно                                                                                  |
|         | Гальченко, Николай Петрович       | командир пулемётного расчёта 615-го стрелкового полка                                    | младший сержант              | 10.01.1944                       |                                                                                            |
|         | Гончаров, Иван Семёнович          | Командир отделения 180 отдельного сапёрного батальона                                    | старшина                     | 24.03.1945                       | погиб в бою 29 марта 1945 года                                                             |
|         | Господаренко, Александр Андреевич | Командир отделения сапёрного взвода 465-го стрелкового полка                             | сержант                      | 24.03.1945                       | погиб в бою 4 мая 1945 года                                                                |
|         | Губарев, Пётр Стефанович          | сапёр 180-го отдельного сапёрного батальона                                              | красноармеец                 | 10.01.1944                       |                                                                                            |
|         | Данилов, Семён Степанович         | Сапёр 180-го отдельного сапёрного батальона                                              | сержант                      | 09.07.1944 14.10.1944 29.06.1945 | -                                                                                          |
|         | Двойченков, Павел Иванович        | командир батареи 576-го артиллерийского полка                                            | старший лейтенант            | 13.11.1943                       | посмертно                                                                                  |
|         | Дураченко, Антон Николаевич       | командир отделения взвода противотанковых ружей 465-го стрелкового полка                 | красноармеец                 | 13.11.1943                       |                                                                                            |
|         | Евстигнеев, Алексей Алексеевич    | командир орудия 576-го артиллерийского полка                                             | ефрейтор                     | 24.05.1944                       | посмертно                                                                                  |
|         | Егоров, Вениамин Николаевич       | Командир стрелковой роты 615-го стрелкового полка                                        | капитан                      | 03.06.1944                       | посмертно, погиб 03.11.1943                                                                |
|         | Емельянов, Дмитрий Иванович       | Телефонист 576-го артиллерийского полка                                                  | рядовой                      | 13.11.1943                       |                                                                                            |
|         | Епимахов, Николай Михайлович      | командир дивизиона 576-го артиллерийского полка                                          | старший лейтенант            | 13.11.1943                       |                                                                                            |
|         | Жбанов, Михаил Евлампиевич        | командир взвода истребительно-противотанковой батареи 520-го стрелкового полка           | сержант                      | 29.10.1943                       |                                                                                            |
|         | Журавлёв, Андриян Лукич           | Командир отделения сапёрного взвода 520-го стрелкового полка                             | сержант                      | 13.11.1943                       | -                                                                                          |
|         | Жогин, Селиверст Евдокимович      | Командир взвода противотанковых ружей 520-го стрелкового полка                           | младший лейтенант            | 10.01.1944                       | погиб 16.07.1944                                                                           |
|         | Заманов, Хасан Заманович          | Стрелок 465-го стрелкового полка 520-го стрелкового полка                                | рядовой                      | 10.01.1944                       |                                                                                            |
|         | Запорожец, Фёдор Яковлевич        | командир отделения 180-го отдельного сапёрного батальона                                 | сержант                      | 13.11.1943                       |                                                                                            |
|         | Захарчук, Николай Максимович      | командир взвода 615-го стрелкового полка                                                 | старший лейтенант            | 10.01.1944                       | представлен к званию Героя Советского Союза посмертно, но выжил                            |
|         | Зимин, Дмитрий Васильевич,        | Снайпер 615-го стрелкового полка                                                         | сержант                      | 13.09.1996                       | перенагражден орденом Славы 1 степени приказом Министра обороны Российской Федерации № 535 |
|         | Зиннуров, Набиулла Шафигович      | комсорг стрелкового батальона 615-го стрелкового полка                                   | младший лейтенант            | 10.01.1944                       |                                                                                            |
|         | Касьян, Иван Яковлевич            | Стрелок 465-го стрелкового полка                                                         | рядовой                      | 10.01.1944                       | о награждении так и не узнал                                                               |
|         | Катышев, Борис Михайлович         | командир роты 520-го стрелкового полка                                                   | старший лейтенант            | 13.11.1943                       | посмертно                                                                                  |
|         | Ковалёв, Тимофей Фёдорович        | Командир батальона 615-го стрелкового полка                                              | капитан                      | 10.01.1944                       |                                                                                            |
|         | Козка, Иван Петрович,             | Командир взвода 615-го стрелкового полка                                                 | старший сержант              | 24.03.1945                       |                                                                                            |
|         | Козлов, Павел Никитович           | начальник штаба 576-го артиллерийского полка                                             | капитан                      | 13.11.1943                       |                                                                                            |
|         | Колин, Иван Николаевич            | командир отделения 180-го отдельного сапёрного батальона                                 | младший сержант              | 10.01.1944                       |                                                                                            |
|         | Колонов, Василий Алексеевич       | Командир взвода пешей разведки 520-го стрелкового полка                                  | младший лейтенант            | 03.06.1944                       |                                                                                            |
|         | Конев, Борис Иванович             | помощник командира взвода 465-го стрелкового полка                                       | сержант                      | 13.11.1943                       |                                                                                            |
|         | Копытенков, Николай Андреевич     | Фельдшер санитарной роты 520-го стрелковог полка                                         | лейтенант медицинской службы | 10.01.1944                       |                                                                                            |
|         | Кордюченко, Василий Харитонович   | сапёр 180-го отдельного сапёрного батальона                                              | красноармеец                 | 10.01.1944                       |                                                                                            |
|         | Косинов, Владимир Егорович        | командир взвода 615-го стрелкового полка                                                 | младший лейтенант            | 10.01.1944                       | посмертно                                                                                  |
|         | Кочетков, Николай Яковлевич       | командир миномётного взвода 615-го стрелкового полка                                     | старший сержант              | 10.01.1944                       |                                                                                            |
|         | Крамаренко, Борис Степанович      | пулемётчик 615 стрелкового полка?                                                        | старший сержант ?            | ?                                | 1-я степень посмертно, однако остался жив. После войны принял духовный сан.                |
|         | Красий, Семён Афанасьевич         | сапёр 180-го отдельного сапёрного батальона                                              | красноармеец                 | 13.11.1943                       |                                                                                            |
|         | Кудряшев, Николай Петрович        | врио командира взвода 520-го стрелкового полка                                           | старший сержант              | 10.01.1944                       | лишён звания 02.01.1953, восстановлен в звании 24.10.2013                                  |
|         | Кузнецов, Иван Петрович           | Командир взвода разведки 520-го полка                                                    | младший лейтенант            | 10.01.1944                       |                                                                                            |
|         | Кузнецов, Павел Ефимович          | командир отделения 465-го стрелкового полка                                              | старший сержант              | 10.01.1944                       |                                                                                            |
|         | Кузнецов, Николай Алексеевич      | заместитель командира 465-го стрелкового полка по политчасти                             | подполковник                 | 10.01.1944                       |                                                                                            |
|         | Кургузов, Юрий Павлович           | командир огневого взвода батареи 76-миллиметровых пушек 615-го стрелкового полка         | лейтенант                    | 10.01.1944                       | посмертно                                                                                  |
|         | Лазенко, Александр Романович      | Командир отделения 520-го стрелкового полка                                              | сержант                      | 13.11.1943                       | посмертно, погиб 24.09.1943                                                                |
|         | Лепехов, Николай Иванович,        | Командир орудийного расчёта 177 отдельного истребительно-противотанкового дивизиона      | старшина                     | 15.05.1946                       |                                                                                            |
|         | Лешанов, Иван Петрович            | Наводчик орудия 465-го стрелкового полка                                                 | красноармеец                 | 09.02.1944                       |                                                                                            |
|         | Лиманский, Кузьма Архипович       | командир пулемётного расчёта 615-го стрелкового полка                                    | сержант                      | 29.10.1943                       |                                                                                            |
|         | Лисунов, Николай Иванович         | Командир взвода 7-й стрелковой роты 465-го стрелкового полка                             | младший лейтенант            | 13.11.1943                       |                                                                                            |
|         | Литвиненко, Василий Дмитриевич    | стрелок 520-го стрелкового полка                                                         | красноармеец                 | 10.01.1944                       |                                                                                            |
|         | Литвинов, Дмитрий Прокопьевич     | стрелок 465-го стрелкового полка                                                         | красноармеец                 | 13.11.1943                       | погиб 19.10.1943                                                                           |
|         | Макаров, Иван Константинович      | Командир взвода 615-го стрелкового полка                                                 | сержант                      | 10.01.1944                       | погиб 27.01.1944                                                                           |
|         | Макаров, Пётр Фёдорович           | Командир стрелковой роты 520-го стрелкового полка                                        | лейтенант                    | 10.01.1944                       |                                                                                            |
|         | Малюк, Иван Карпович,             | разведчик 520-го стрелкового полка                                                       | сержант                      | 15.05.1946                       |                                                                                            |
|         | Мереняшев, Андрей Иванович        | Командир пулемётной роты 615-го стрелкового полка                                        | капитан                      | 10.01.1944                       | погиб 25.01.1944                                                                           |
|         | Миллер, Пётр Климентьевич         | Командир расчёта ПТР 465-го стрелкового полка                                            | старший сержант              | 10.01.1944                       |                                                                                            |
|         | Михнев, Гавриил Нестерович        | сапёр 180-го отдельного сапёрного батальона                                              | красноармеец                 | 10.01.1944                       |                                                                                            |
|         | Морозов, Лаврентий Ильич          | командир роты 456-го стрелкового полка                                                   | лейтенант                    | 10.01.1944                       |                                                                                            |
|         | Морозов, Михаил Назарович         | командир 615-го стрелкового полка                                                        | майор                        | 10.01.1944                       |                                                                                            |
|         | Мохлаев, Фёдор Платонович         | помощник командира взвода 520-го стрелкового полка                                       | старший сержант              | 10.01.1944                       | умер от ран 12.11.1943                                                                     |
|         | Назимок, Иван Григорьевич         | Командир миномётной роты 465-го стрелкового полка                                        | старший лейтенант            | 10.01.1944                       |                                                                                            |
|         | Наконечный, Михаил Григорьевич,   | Разведчик 520-го стрелкового полка                                                       | старший сержант              | 15.05.1946                       |                                                                                            |
|         | Неатбаков, Хамит Ахметович        | Санитарный инструктор 520-го стрелкового полка                                           | старший сержант              | 13.11.1943                       | погиб 23.09.1944                                                                           |
|         | Никиткин, Алексей Тимофеевич      | Командир отделения пешей разведки 615-го стрелкового полка                               | старший сержант              | 10.01.1944                       | погиб в феврале 1945                                                                       |
|         | Новак, Василий Лукич              | пулемётчик 615-го стрелкового полка                                                      | красноармеец                 | 10.01.1944                       | погиб 26 января 1944 года                                                                  |
|         | Озеров, Иван Никитович            | командир батальона 465-го стрелкового полка                                              | старший лейтенант            | 10.01.1944                       |                                                                                            |
|         | Охрименко, Николай Иосифович      | командир пулемётного расчёта пулемётной роты 465-го стрелкового полка                    | сержант                      | 13.11.1943                       |                                                                                            |
|         | Очеретько, Иван Данилович         | командир роты 615-го стрелкового полка                                                   | старший лейтенант            | 29.10.1943                       | -                                                                                          |
|         | Пальцев, Павел Николаевич,        | Командир расчёта 76-мм пушки 520-го стрелкового полка                                    | старший сержант              | 24.03.1945                       | погиб в бою 21 декабря 1944 года                                                           |
|         | Патрин, Алексей Фёдорович         | Командир 576-го артиллерийского полка                                                    | майор                        | 10.01.1944                       |                                                                                            |
|         | Перегудов, Александр Яковлевич    | командир отделения 465-го стрелкового полка                                              | сержант                      | 29.10.1943                       | погиб в бою 20 мая 1944 года                                                               |
|         | Перепечин, Пётр Мартынович        | Командир роты 465-го стрелкового полка                                                   | старший лейтенант            | 10.01.1944                       |                                                                                            |
|         | Петров, Александр Павлович        | Командир взвода 465-го стрелкового полка                                                 | лейтенант                    | 10.01.1944                       | погиб 12.10.1943                                                                           |
|         | Петропавлов, Алексей Петрович     | Командир роты 520-го стрелкового полка                                                   | старший лейтенант            | 10.01.1944                       |                                                                                            |
|         | Полинский, Виктор Иванович        | Помощник начальника штаба 520-го стрелкового полка                                       | капитан                      | 10.01.1944                       |                                                                                            |
|         | Полтавский, Евгений Николаевич    | Командир миномётного взвода 465-го стрелкового полка                                     | младший лейтенант            | 10.01.1944                       |                                                                                            |
|         | Попов, Валерий Владимирович,      | Командир расчёта 45-мм пушки 615-го стрелкового полка                                    | старший сержант              | 24.03.1945                       |                                                                                            |
|         | Потапенко, Николай Семёнович      | командир роты 615-го стрелкового полка                                                   | старший лейтенант            | 29.10.1943                       | посмертно                                                                                  |
|         | Потапов, Дмитрий Капитонович      | Командир пулемётной роты 520-го стрелкового полка                                        | лейтенант                    | 10.01.1944                       |                                                                                            |
|         | Прокопенко, Григорий Дмитриевич   | Командир миномётного расчёта 615-го стрелкового полка                                    | красноармеец                 | 10.01.1944                       |                                                                                            |
|         | Прокофьев, Виктор Иванович        | командир отделения 465-го стрелкового полка                                              | сержант                      | 13.11.1943                       | пропал без вести в октябре-ноябре 1943 года                                                |
|         | Пряхин, Иван Савельевич           | командир отделения 520-го стрелкового полка                                              | старший сержант              | 13.11.1943                       |                                                                                            |
|         | Пушина, Федора Андреевна          | Военфельдшер 520-го стрелкового полка                                                    | лейтенант медицинской службы | 10.01.1944                       | посмертно, погибла 06.11.1943                                                              |
|         | Пылаев, Константин Фёдорович      | командир отделения 180-го отдельного сапёрного батальона                                 | старший сержант              | 13.11.1943                       |                                                                                            |
|         | Радченко, Василий Дмитриевич      | командующий артиллерией дивизии                                                          | подполковник                 | 24.12.1943                       |                                                                                            |
|         | Репин, Степан Спиридонович        | санитарный инструктор 3-й роты 3-го батальона 465-го стрелкового полка                   | сержант                      | 10.01.1944                       |                                                                                            |
|         | Русов, Вениамин Алексеевич        | командир батальона 520-го стрелкового полка                                              | капитан                      | 10.01.1944                       |                                                                                            |
|         | Рыбаков, Алексей Филиппович       | командир взвода связи 465-го стрелкового полка                                           | младший лейтенант            | 10.01.1944                       |                                                                                            |
|         | Рязанцев, Николай Николаевич      | Командир расчёта 120-мм миномёта 465-го стрелкового полка                                | сержант                      | 15.05.1946                       |                                                                                            |
|         | Сабенин, Михаил Варнавич          | Парторг батальона 465-го стрелкового полка                                               | старший лейтенант            | 10.01.1944                       |                                                                                            |
|         | Самойлович, Григорий Фёдорович    | Командир 180-го отдельного сапёрного батальона                                           | капитан                      | 10.01.1944                       |                                                                                            |
|         | Сафонов, Гавриил Васильевич,      | Командир отделения сапёрного взвода 465-го стрелкового полка                             | сержант                      | 24.03.1945                       |                                                                                            |
|         | Северин, Моисей Михайлович        | Стрелок 465-го стрелкового полка                                                         | рядовой                      | 10.01.1944                       | погиб 02.03.1945                                                                           |
|         | Собко, Максим Ильич               | Командир отделения 1-й роты 180-го отдельного сапёрного батальона                        | младший сержант              | 13.11.1943                       | погиб 23.05.1944                                                                           |
|         | Стариков, Пётр Никифорович        | командир отделения 1-й роты 180-го отдельного сапёрного батальона                        | старший сержант              | 29.10.1943                       | погиб 02.02.1944                                                                           |
|         | Старых, Алексей Алексеевич        | заместитель по политической части командира 520-го стрелкового полка                     | майор                        | 10.01.1944                       | погиб 24.04.1945                                                                           |
|         | Стасюк, Никита Иванович           | Командир сапёрного отделения 520-го стрелкового полка                                    | сержант                      | 13.11.1943                       | погиб 20.10.1943                                                                           |
|         | Степук, Семён Ефимович            | командир роты автоматчиков 520-го стрелкового полка                                      | старший лейтенант            | 10.01.1944                       |                                                                                            |
|         | Стриганов, Константин Григорьевич | наводчик орудия батареи 76-мм пушек 520-го стрелкового полка                             | сержант                      | 10.01.1944                       | погиб 14.01.1944                                                                           |
|         | Сулимов, Павел Фёдорович          | командир орудия 520-го стрелкового полка                                                 | сержант                      | 10.01.1944                       |                                                                                            |
|         | Сумин, Андрей Васильевич          | командир миномётного взвода 520-го стрелкового полка                                     | младший лейтенант            | 10.01.1944                       |                                                                                            |
|         | Сысолятин, Иван Матвеевич         | Комсорг 520-го стрелкового полка                                                         | младший сержант              | 10.01.1944                       |                                                                                            |
|         | Сябро, Николай Андреевич          | командир взвода 615-го стрелкового полка                                                 | старший сержант              | 10.01.1944                       |                                                                                            |
|         | Тарасенко, Александр Максимович,  | Командир орудийного расчёта 520-го стрелкового полка                                     | старший сержант              | 24.03.1945                       |                                                                                            |
|         | Тюрин, Константин Михайлович      | разведчик 465-го стрелкового полка                                                       | красноармеец                 | 13.11.1943                       |                                                                                            |
|         | Усов, Никифор Прокопьевич         | помощник командира взвода связи 615-го стрелкового полка                                 | сержант                      | 10.01.1944                       |                                                                                            |
|         | Чепелев, Аркадий Егорович         | командир отделения 2-й роты 180-го отдельного сапёрного батальона                        | старший сержант              | 10.01.1944                       |                                                                                            |
|         | Шаповал, Василий Кондратович      | стрелок 465-го стрелкового полка                                                         | красноармеец                 | 10.01.1944                       |                                                                                            |
|         | Шаповалов, Александр Семёнович    | Командир отделения 520-го стрелкового полка                                              | сержант                      | 10.01.1944                       | 31.12.1948 лишён звания                                                                    |
|         | Шатрюк, Михаил Фёдорович,         | Командир отделения 180 отдельного сапёрного батальона                                    | старший сержант              | 15.05.1946                       |                                                                                            |
|         | Шевцов, Василий Никитович         | Командир батальона 615-го стрелкового полка                                              | майор                        | 29.10.1943                       | -                                                                                          |
|         | Шевченко, Николай Андреевич       | командир пулемётного расчёта 1-й пулемётной роты 465-го стрелкового полка                | красноармеец                 | 13.11.1943                       | -                                                                                          |
|         | Шевчук, Григорий Лаврентьевич     | командир миномётной роты 615-го стрелкового полка                                        | старший лейтенант            | 10.01.1944                       |                                                                                            |
|         | Юнкеров, Николай Иванович         | Командир батальона 465-го стрелкового полка                                              | капитан                      | 10.01.1944                       | посмертно, погиб 03.11.1943                                                                |
|         | Яковлев, Алексей Владимирович     | командир 576-го артиллерийского полка                                                    | подполковник                 | 29.06.1945                       |                                                                                            |

## Память

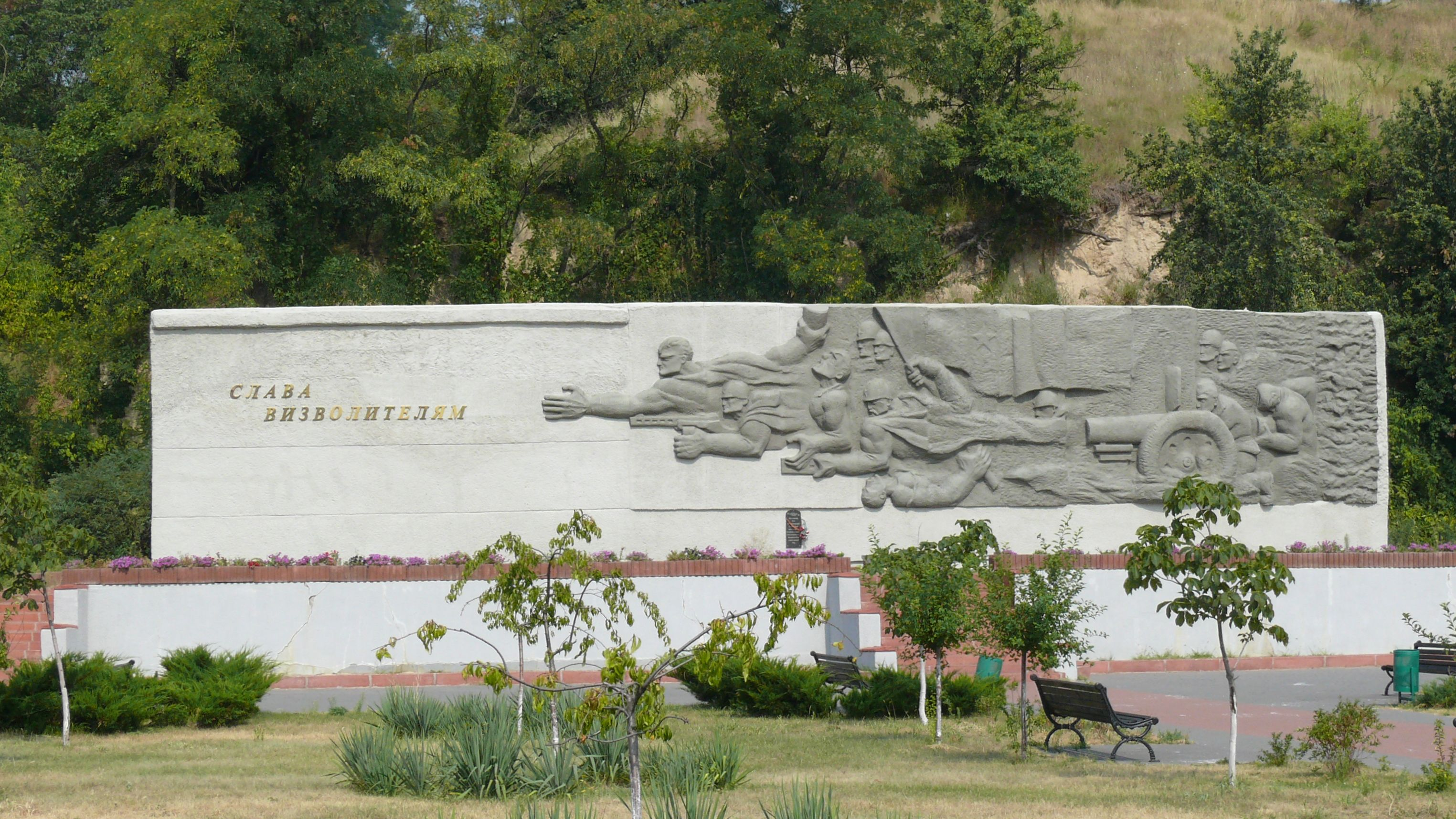
Слава освободителям

- Именем дивизии названы улицы в Балашове и Сумах.
- В Сумах, в школе № 22 действует также Музей Боевой Славы дивизии[16].
- В городе Вышгороде Киевской области Украины установлен монумент «Слава вызволытелям» на гранитных плитах которого высечены имена воинов дивизии, отличившихся при освобождении города Вышгорода.